# Saint-Josse-ten-Noode

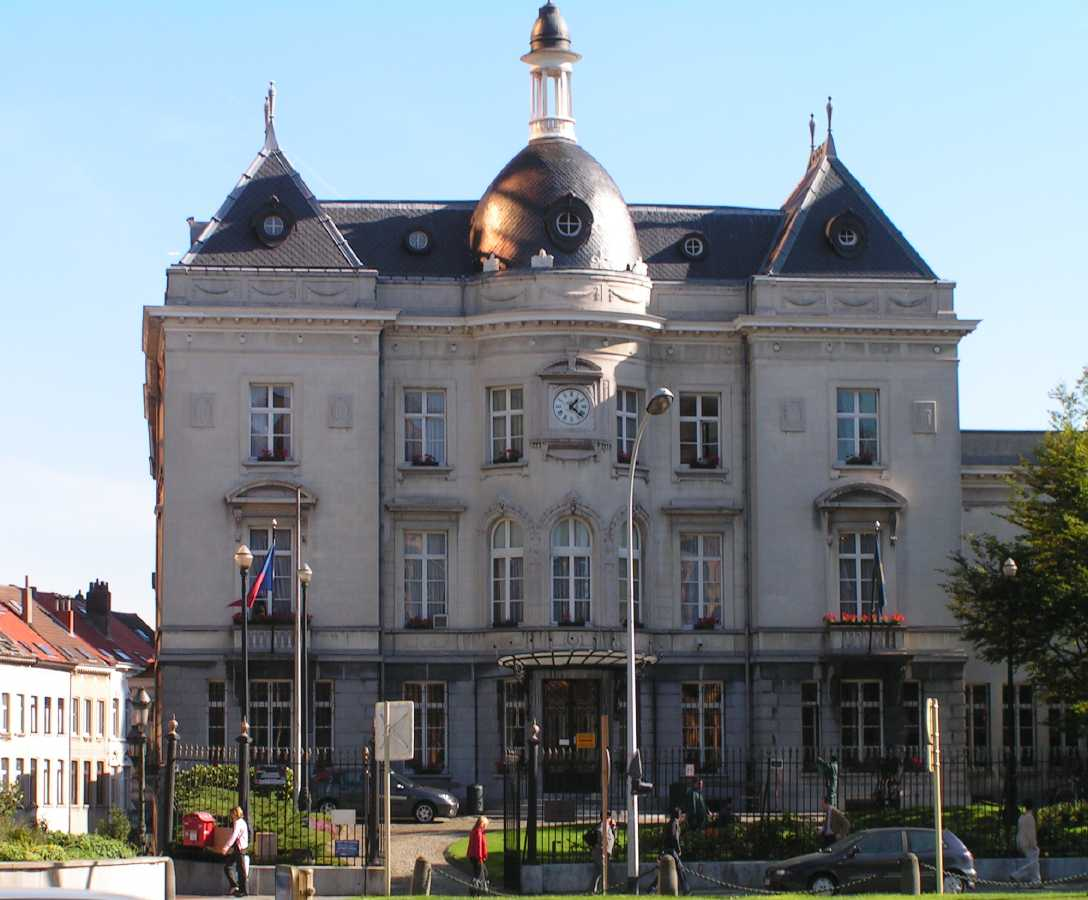
Ratusz

Saint-Josse-ten-Noode (nld. Sint-Joost-ten-Node) – miasto i gmina w Belgii, jedna z 19 w dwujęzycznym Regionie Stołecznym Brukseli, w Okręgu Stołecznym Brukseli. 1 stycznia 2023 liczyła 27 068 mieszkańców. Pod względem powierzchni jest najmniejszą gminą w kraju.

## Historia
Saint-Josse-ten-Noode było pierwotnie osadą rolniczą na obrzeżach Brukseli. W czasach przed rozbiórką murów obronnych otaczających Brukselę, Saint-Josse-ten-Noode było także miejscem, gdzie znajdowały się szlacheckie posiadłości ziemskie. Najbardziej okazałą wśród nich był zamek książąt Brabancji zbudowany przez księcia Filipa III w 1456 roku. Cała okolica zamku została obsadzona winoroślą, co tłumaczy obecność kiści  winogron w herbie gminy.
Po zburzeniu murów obronnych, Saint-Josse-ten-Noode był jednym z pierwszych terenów poza Brukselą. Osiedla bogato zdobionych kamienic powstały wokół nowo powstałych bulwarów i w wyższych częściach gminy. Natomiast fabryki i domki robotników zostały zbudowane w dolnej części, leżącej w pobliżu rzeki Senne. W 1855 roku, 58% powierzchni Saint-Joose-ten-Noode zostało włączone do miasta Brukseli, aby zbudować skwery Ambiorix, Palmerston, Marie-Louise i Marguerite, oraz utworzono nową dzielnicę Léopold (obecnie  Dzielnica Europejska). 
Zgodnie z inwentarzem architektury zleconym przez region Brukseli, Saint-Josse-ten-Noode ma przeciętnie najstarsze budynki spośród wszystkich 19 brukselskich gmin.

## Komunikacja
Na terenie gminy znajduje się dworzec kolejowy Bruxelles-Nord. Przez Saint-Josse-ten-Noode przebiega linia metra nr 2 i nr 6, oraz dwie linie premetra nr 3 i 4. Docierają tu również  linie tramwajowe nr 25, 31, 32, 55, 56, 92 i 94.  

## Współpraca
Miejscowości partnerskie:
- Eskişehir, Turcja
- Werona, Włochy[3]